# 射楯兵主神社 (南九州市)
射楯兵主神社（いたてつわものぬしじんじゃ）は、鹿児島県南九州市頴娃町別府に鎮座する神社である。旧社格は無格社。別名の「釜蓋神社」（かまふたじんじゃ）、「釜蓋大明神」で有名である。

## 概要
窯蓋を頭上に載せて参拝する「釜蓋願掛け」や、素焼きの釜蓋を投げる「釜蓋投げ」で知られる。「釜蓋願掛け」は、鳥居から賽銭箱までの約10mの間を、頭上に乗せた釜蓋を落とさずに歩くことができれば厄よけになるというものである（この蓋には、とても大きいものがある。）。勝負事に強い神社として評判が広まり、沢穂希らが祈願に訪れたり、中村俊輔がお守りを身につけたことでパワースポットとして有名になった。
戦前には、釜蓋を持ったり鍋を被ったりして祈願すると、戦場で砲弾に当たらず無事に帰還できるとされ、多くの出兵者やその家族が参拝に訪れた。

## 沿革
伝承では、頴娃に住む臣下を訪れた天智天皇の接待のために米を蒸していると、突如起こった突風で釜蓋が遠く離れた当地まで吹き飛び、地元の人々がそれを祀ったのが始まりであるとされる。開聞地方には天智天皇とその后の大宮姫が滞在していたという伝説があり、この伝承もそれを踏まえたものである。
実際の創建年代は不詳だが、文政期（1818年 - 1830年）を遡ること800年前に創建されたといわれる。島津光久が薩摩藩第2代藩主であった寛文7年（1667年）の『頴娃郷神仏誌』には、この神社の修補のことが記されている。享保元年8月15日（1716年9月30日）に炎上したが、翌享保2年11月25日（1717年12月27日）には再建が成っており、再建時の棟札には「開聞宮末社釜蓋大明神」と記されている。天保14年6月（1843年7月ごろ）には、第10代藩主島津斉興が国家鎮護・武運長久の祈願を行っている。

## 祭神
- 素盞鳴命[1]
- 宇気母知命[1]